# Dr. Kovács István
A Dr. Kovács István (olykor Doktor Kovács István) egy 1941 őszén gyártott, 1942 áprilisában bemutatott, Fekete István forgatókönyve alapján készült magyar játékfilm, Páger Antal, Simor Erzsi és Tóth Júlia főszereplésével.

## Történet
|  | Alább a cselekmény részletei következnek! |

Kovács István, egy nyolcgyermekes parasztcsalád sarja Magyarországra költözött a trianoni békeszerződés következtében elcsatolt területről. Magyarországon egyetemi tanár lett, történelmet oktat, diákjai rajonganak érte. Azt pletykálják, el fogja venni Tatár Adát, s bár Ada családja is szeretné ezt, Kovács még nem lépett. Diákjai már fogadást kötnek, hogy elveszi, s egy napon valóban látogatást tesz Tatáréknál, és meg is kéri Ada kezét, amelybe a lány apja boldogan beleegyezik, és be is jelenti a család többi vendégeinek, azok diszkrécióját kérve. A lánykérés híre azonban gyorsan terjed, és Kovács kollégái az apa gyanús üzletei, az anya nagyravágyása mellett azt is nehezményezik, hogy Tatár Adát már sok férfival látták. Kovács szeretné bemutatni menyasszonyát szüleinek, ám ők távol, vidéken laknak, így Kovács, illetve menyasszonya és annak családja együtt mennek el hozzájuk.
Tatárék a család felemelkedését várják a házasságtól, ám mikor megérkeznek a vidéki parasztházhoz szembesülnek azzal, hogy ez a házasság nem ezt hozza meg számukra. A baráti hangot hamarosan ellenséges hang váltja fel, mind Ada, mind pedig Ada szülei és öccse részéről. Elérkezik az ebédidő, ám az ellenszenv Tatárék részéről továbbra is meg van, Kovácsék szokásával ellentétben nem imádkoznak, összesúgnak, s végül Ada már az asztalt is otthagyja. Kinn számon kéri Kovácson, hogy félrevezette őket, és hogy nem mondta meg, kik a szülei, majd ki is mondja: „Nekem nem mindegy kikkel kötöm össze az életemet”, ám Kovács nem hajlandó megtagadni szüleit. Tatárék ezt követően sietősen távoznak.
A „méltóságos urat” gyermekkori barátjának, Balogh Ágnesnek apja hívja meg magukhoz. Ágnesnek gyermekkorában megígérte, hogy elveszi, ám úgy tűnik, ez csak könnyelmű ígéret volt részéről, és a borozgatás után távozáskor meg is jegyzi a lánynak, hogy férjhez kéne mennie. Kovács az Adával kötendő házasságról azonban már lemondott, immáron mást akar elvenni: Ágnest. Édesanyját ez felettébb meglepi, hiszen szerinte fia nem azért tanult, hogy aztán ne egy szép, okos, gazdag lányt vegyen el, apja azonban nem kíván beleszólni fia döntéseibe, így hamarosan összeházasodnak.
Eközben Tatárné látogatást tesz a dékánnál, akinek révén megismerte a család Kovácsot, majd számon kéri rajta, hogy bár az ő állítása szerint Kovács talpig úriember, mégis „primitív parasztok” a szülei. Innentől kezdve Kovács több ismerőse is szóvá teszi felesége származását, hamarosan már kollégái sem látják szívesen. Egyik ismerőse arra hivatkozva, hogy felesége nagyon beteg, lemond egy találkozót a tanár úrral, ám még aznap összefutnak a kávéházban. Kovács dühét amellett, hogy hazudtak neki, még az is fokozta, hogy a miközben étkeztek, a barátaival a kávéházban ülő Tatár-fiú, Tibor nyíltan inzultálja feleségét, így pofon vágja az illetlenkedőt.
Tatár Tibor párbajra akarja hívni Kovácsot, ám a tanár ezt megtagadja. Kovács a történtek miatt a dékánnál vizsgálatot kér, mivel tette szerinte nem összeegyeztethető tanári hivatásával. A dékán több egyetemi tanárral tanácskozott az ügyben, egyikük szerint a házasság okozta Kovács viselkedésváltozását, ám végül mégis a vizsgálat mellőzése mellett döntenek. Tatárné is megjelenik a dékánnál, büntetést kérve Kovácsra, ám a dékán arra hivatkozva, hogy nem tehet semmit, a bírósághoz irányítja a feldühödött asszonyt. Mindeközben azonban Ágnes összepakol, hogy hazamenjen, mivel nem bírja tovább a városi létet, a folyamatos sértegetéseket. Kovács még maradásra bírja, azonban a dékánhoz feljelentés érkezik ellene, mivel az egyik diák apja, Holben Henrik szerint lázítja tanítványait. A dékán hívatja Kovácsot, mire az elmondja, hogy „szándékai tiszták és becsületesek”, mindennek ellenére egy kollégája hathatós nyomására kijelenti, hogy megválik tanári hivatásától. Ekkor dönt úgy, hogy visszamegy szülőfalujába, az ottani gyermekeket fogja tanítani, ám apja rábírja, hogy az aznap esti ünnepségre elmenjenek. Az ünnepségen pusztán az a tény is nagy feltűnést kelt, hogy megjelennek. Hamarosan megérkezik az közoktatásügyi-miniszter és a dékán, és az ünnepély megnyitója után a miniszternek adják át a szót, aki köszönetet mond Kovácsnak történelemkönyvéért, majd kezet csókol Kovács paraszti népviseletben lévő feleségének.
|  | Itt a vége a cselekmény részletezésének! |

## Szereplők

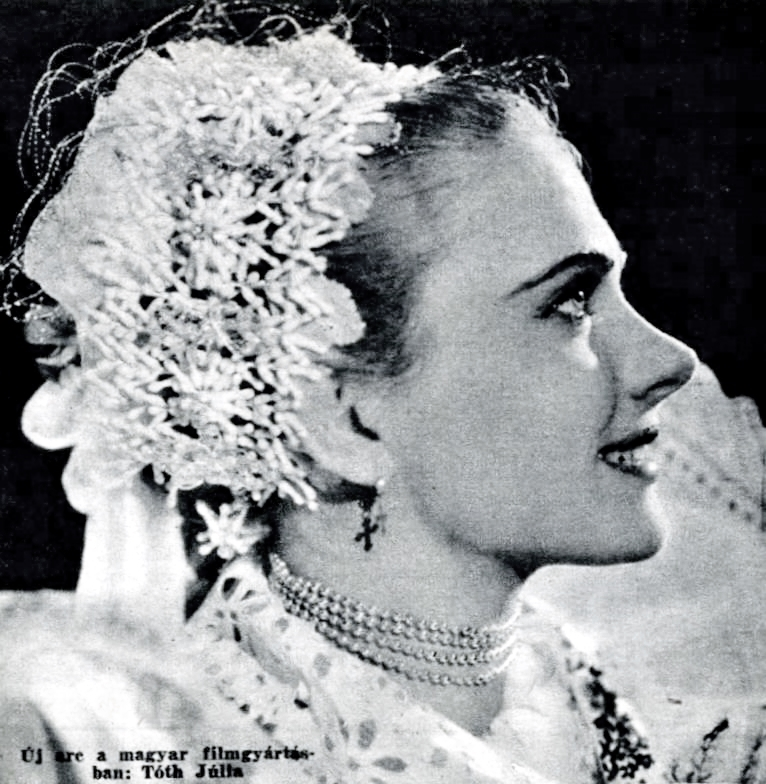
Tóth Júlia mint Balogh Ágnes

### Főbb szereplők
- Páger Antal – Dr. Kovács István egyetemi tanár
- Simor Erzsi – Tatár Ada
- Tóth Júlia – Balogh Ágnes
- Ladomerszky Margit – Tatárné
- Vaszary Piri – Szabónő
- Vágóné Berzsenyi Margit – Dr. Kovács édesanyja
- Rajnai Gábor – dékán
- Mihályffy Béla – Lakos Kálmán professzor
- Kürthy György – Tatár ügyvéd
- Puskás Tibor – Tatár Tibor, az ügyvéd fia
- Benkő Gyula – Holben egyetemista
- Gárday Lajos – altiszt
- Haraszti Mici – Lakosné
- Gobbi Hilda – kalaposnő
- Simon Marcsa – Dr. Kovács házvezetőnője
- Pásztor János – Ferkó, Dr. Kovács öccse
- Sugár Lajos – főpincér

### További szereplők
- Pataky Miklós
- Danis Jenő
- Boray Lajos
- Kelemen Lajos
- Solthy György
- Tóth Imre
- Naszódy Sándor
- Fáy Béla
- Bacsányi Paula
- Bata Erzsi
- Császár Terka
- Dinnyéssy Juliska
- Gögh Zsuzsa
- Hahnel Aranka
- Irsay Nóra
- Olgyay Ferencné
- Saáry Rózsi
- Selley Lajos
- Selyem Erzsébet
- Szemlér Mária
- Verbőczi Józsa
- Árkossy Vilmos
- Falussy István
- Füzy Barnabás
- Halmay Sándor
- Huszthy Róbert
- Ihász Lajos
- Markovits Andor
- Molnár Mátyás
- temesvári Szabó László
- Terney Gyula
- Thury Elemér
- Vándory Gusztáv